# Mandat impératif
 (octobre 2021).
Si vous disposez d'ouvrages ou d'articles de référence ou si vous connaissez des sites web de qualité traitant du thème abordé ici, merci de compléter l'article en donnant les références utiles à sa vérifiabilité et en les liant à la section « Notes et références ».
Le mandat impératif est une forme de mandat politique, dans lequel le pouvoir est délégué à une organisation ou un individu élu en vue de mener une action définie dans la durée et dans la tâche, selon des modalités précises auxquelles il ne peut déroger. Il s’oppose au mandat représentatif.

## Définition
Le mandatement impératif est un principe politique, lié à un mode de fonctionnement au niveau organisationnel (une autre méthode élective), qui part de besoins définis par un organisme ou un groupe exerçant ce principe, pour ensuite déléguer, si nécessaire à un ou plusieurs individus (extérieurs ou internes au groupe) une action définie dans la durée et dans la tâche. Il peut y avoir un contrôle, selon le mandat, ou un rapport demandé au mandataire afin que les mandants soient en lien direct avec le mandat posé, et suivent ainsi la réalité et l'efficacité du mandat.[réf. nécessaire][pas clair]

## Fondements théoriques
Jean-Jacques Rousseau, dans Du contrat social, se montre critique de la démocratie représentative et préconise une démocratie directe utilisant le mandat impératif.

« La souveraineté ne peut être représentée par la même raison qu’elle ne peut être aliénée ; elle consiste essentiellement dans la volonté générale, et la volonté ne se représente point. […] Les députés du peuple ne sont donc ni ne peuvent être ses représentants, ils ne sont que ses commissaires ; ils ne peuvent rien conclure définitivement. »

— Jean-Jacques Rousseau, Du contrat social
Pour Rousseau, la « souveraineté populaire » se traduit par une concentration des pouvoirs dans les mains du peuple, la prise de décision par la démocratie directe et l'élection de « simples officiers exerçant en son nom le pouvoir ».
Bernard Manin souligne qu'à l'inverse, l'indépendance des représentants vis-à-vis de leurs électeurs fait partie des quatre constantes du régime représentatif.

## La souveraineté populaire
Le mandat impératif est lié à la notion de souveraineté populaire définie par Rousseau. La souveraineté populaire s'oppose à la souveraineté nationale. Dans un régime politique qui a choisi la souveraineté nationale, les élus détiennent un mandat représentatif, et se permettent donc de représenter l'ensemble de la nation. À l'inverse dans le cas d'une souveraineté populaire, les élus détiennent un mandat impératif et ne représentent alors que les électeurs qui les ont élus. La plupart des régimes politiques actuels confèrent à leurs élus la souveraineté nationale, et rejettent donc le mandat impératif.

## Limites
Le mandat impératif ne peut pas être absolu. Plus les objectifs du mandataire sont incertains, son environnement changeant, plus sa liberté d'initiative doit être grande. Le degré de cette liberté, tout comme l'évaluation du respect par l'élu de son mandat, sont donc dépendants des informations que transmettra l'élu à ses électeurs sur le déroulement de sa mission. On retrouve un problème bien connu en théorie des organisations : celui de la relation principal-agent.

## Importance du mandat impératif pour les anarchistes et les marxistes

### Dans la théorie marxiste
Lors de la révolte de la Commune de Paris en 1871, Karl Marx met en avant le mandat impératif exercé par les révolutionnaires français : 
L'antithèse directe de l'Empire [de Napoléon III] fut la Commune. Si le prolétariat de Paris avait fait la révolution de Février au cri de « Vive la République sociale », ce cri n'exprimait guère qu'une vague aspiration à une république qui ne devait pas seulement abolir la forme monarchique de la domination de classe, mais la domination de classe elle-même. La Commune fut la forme positive de cette république. [...] La Commune fut composée des conseillers municipaux, élus au suffrage universel dans les divers arrondissements de la ville. Ils étaient responsables et révocables à tout moment. La majorité de ses membres était naturellement des ouvriers ou des représentants reconnus de la classe ouvrière. La Commune devait être non pas un organisme parlementaire, mais un corps agissant, exécutif et législatif à la fois. Au lieu de continuer d'être l'instrument du gouvernement central, la police fut immédiatement dépouillée de ses attributs politiques et transformée en un instrument de la Commune, responsable et à tout instant révocable. [...] Les fonctionnaires de la justice furent dépouillés de cette feinte indépendance qui n'avait servi qu'à masquer leur vile soumission à tous les gouvernements successifs auxquels, tour à tour, ils avaient prêté serment de fidélité, pour le violer ensuite. Comme le reste des fonctionnaires publics, magistrats et juges devaient être élus, responsables et révocables.
Les communistes de conseils (conseillistes), qui sont en faveur de l'instauration de conseils de travailleurs démocratiques durant la révolution, sont également en faveur de l'instauration de mandats impératifs si nécessaire. Le marxiste conseilliste Anton Pannekoek explique ceci dans son article sur les conseils ouvriers en 1936 :
Pourra-t-on jamais réaliser une telle organisation [conseilliste] ? Quelle en sera la structure ? Il n'est point nécessaire de tenter d'en définir la forme, car l'histoire l'a déjà produite : elle est née de la pratique de la lutte des classes. Les comités de grève en sont la première expression, le prototype. Lorsque les grèves atteignent une certaine importance, il devient impossible que tous les ouvriers participent à la même assemblée. Ils choisissent donc des délégués qui se regroupent en un comité. Ce comité n'est que le corps exécutif des grévistes ; il est constamment en liaison avec eux et doit exécuter les décisions des ouvriers. Chaque délégué est révocable à tout instant et le comité ne peut jamais devenir un pouvoir indépendant. De cette façon, l'ensemble des grévistes est assuré d'être uni dans l'action tout en conservant le privilège des décisions. En règle générale, les syndicats et leurs dirigeants s'emparent de la direction des comités. [...]

La démocratie parlementaire est une démocratie abjecte. Le peuple ne peut choisir ses délégués et voter qu'une fois tous les quatre ou cinq ans ; et gare à lui s'il ne choisit pas l'homme qu'il faut ! Les électeurs ne peuvent exercer leur pouvoir qu'au moment du vote ; le reste du temps, ils sont impuissants. Les délégués désignés deviennent les dirigeants du peuple ; ils décrètent les lois, forment les gouvernements, et le peuple n'a plus qu'à obéir. En règle générale, la machine électorale est conçue de telle façon que seuls les grands partis capitalistes, puissamment équipés, ont une chance de gagner. Il est très rare que des groupes de véritables opposants du régime obtiennent quelques sièges. Avec le système des soviets [conseils], chaque délégué peut être révoqué à tout instant. Les ouvriers ne sont pas seulement constamment en contact avec leurs délégués, participant aux discussions et aux décisions, mais ceux-ci ne sont encore que les porte-parole temporaires des assemblées conseillistes. Les politiciens capitalistes ont beau jeu de dénoncer le rôle « dépourvu de caractère » du délégué qui est parfois obligé d'émettre des opinions qui ne sont pas les siennes. Ils oublient que c'est précisément parce qu'il n'y a pas de délégué à vie que seuls sont désignés à ce poste les individus dont les opinions sont conformes à celles des travailleurs.

### Dans la théorie anarchiste
La mise en avant par les anarchistes de l'expression "mandat impératif" paraît relativement tardive (XXe siècle). Les premières évocations du mandat semblent d'abord renvoyer aux notions de contrôle et de révocabilité du mandataire (ou mandaté) par les mandants, dans les cas où le mandataire ne respecterait pas évidemment son mandat.

En 1930, Pierre Besnard, anarcho-syndicaliste français, cofondateur en 1926 de la CGT-SR, écrit ainsi à propos du fonctionnement des organes politiques qui subsisteront après la Révolution : 

« Comme tous les régimes, comme toutes les formes sociales, l'ordre qui surgira de la Révolution possèdera des rouages politiques. Ils n'auront, bien entendu, rien de commun avec ceux qui existent en régime capitaliste. [...] plus de ces députés n'ayant de comptes à rendre à personne, nommés pour un temps déterminé, mais […] des délégués directs, des travailleurs comme les autres, siégeant pour un temps indéterminé - d'une manière générale, très court - révocables à tout instant, placés sous le contrôle permanent de leurs mandants, comme sur le plan économique. »

— Pierre Besnard

Autre exemple, en 1969, Nicolas Walter écrit de son côté : 

« [L]es anarchistes […] [ne] craignent ou [ne] haïssent [pas] le gouvernement du peuple, mais […] croient que la démocratie n’est pas le gouvernement du peuple […]. Ce qu’on appelle démocratie et dont on prétend que c’est le gouvernement du peuple par lui-même, c’est en fait le gouvernement du peuple par des gouvernants élus, et on devrait plutôt l’appeler "oligarchie consentie".
Le gouvernement par des chefs qu’on a choisis est différent et généralement meilleur que celui où les chefs se sont choisis eux-mêmes, mais c’est encore le gouvernement de certains sur d’autres. […] La plupart des gens admettent que ceux qui sont concernés par un changement devraient être consultés avant qu’une décision soit prise ; les anarchistes vont plus loin et soulignent qu’ils devraient prendre la décision eux-mêmes et la mettre en application.
Les anarchistes rejettent donc l’idée […] de la délégation des pouvoirs. Sans aucun doute, en pratique, la plupart des choses seront toujours faites par peu de monde – par ceux qui sont intéressés par un problème et sont capables de le résoudre – […]. L’important est que les leaders et les experts ne soient pas forcément des chefs […]. Il peut arriver que la représentation soit utile ; mais le vrai représentant est le délégué ou le député qui est mandaté par ceux qui l’envoient et qui peut être révoqué immédiatement par eux. »

— Nicolas Walter

### Dans la pratique collective des peuples
Le mandat impératif est courtement expérimenté lors de la Commune de Paris en 1871. Dans son appel aux électeurs du 22 mars 1871, le Comité central de la Garde nationale, installé à l'Hôtel de Ville depuis la soirée du 18 mars, précise sa conception de la démocratie : « Les membres de l'assemblée municipale, sans cesse contrôlés, surveillés, discutés par l'opinion sont révocables, comptables et responsables. » Lorsque les ouvriers boulangers, qui viennent d'obtenir la suppression du travail de nuit, se rendent à l'Hôtel de Ville pour remercier la Commune, le journal Le Prolétaire les tance vertement : « Le peuple n'a pas à remercier ses mandataires d'avoir fait leur devoir […] Car les délégués du peuple accomplissent un devoir et ne rendent pas de services ».
Lors de la révolution sociale espagnole de 1936, et spécialement en Catalogne, des villages ou collectivités fonctionnent par le mandat impératif, et organisent à grande échelle ce principe.
Entre 2001 et 2003, la commune d'Atenco, au Mexique, expérimente ce mode de fonctionnement, avant que l'État mexicain n'impose, avec l'aide de l'armée, un maire à la commune et qu'une répression s'ensuive.
Dans la région de Kabylie en Algérie, durant les années 2000, la révolte dite du « printemps noir » amène des communes à se gérer parfois avec le mandat impératif[réf. souhaitée].
En France, le 3 avril 2022, Jean Lassalle s'engage sur tous ses biens devant notaire à mettre en place les 3 points principaux de son programme avant les législatives s'il est élu à l'élection présidentielle de 2022 (le référendum d'initiative citoyenne constituant, la reconnaissance du vote blanc et la baisse de la TVA sur les hydrocarbures de 20 % à 5,5 %),. Il est le premier candidat français à une élection présidentielle à s'engager dans un mandat impératif. La forme prise est un engagement notarié. C'est un acte juridique contraignant qui engage la personne physique et est donc décorrélé du mandat politique en lui-même, il est donc légal.

## Droits nationaux
Le mandat impératif existe dans des pays comme la Chine, l’Inde, le Nigeria, l’Afrique du Sud, Cuba, le Viêt Nam ou la Corée du Nord.
Néanmoins, le caractère totalitaire de certains des régimes de ces pays laissent penser qu'en réalité, l'idée même de mandat impératif n'est pas respectée, puisque le peuple ne peut renverser son/ses "élus".[réf. souhaitée]
À Madagascar, il est possible de demander à la Haute cour constitutionnelle la destitution d'un député si celui-ci dévie trop de la ligne de conduite de son parti politique.

### Ancien régime
Le mandat impératif était la norme dans les diètes.
Par exemple dans la république nobiliaire de Pologne du XVIIIe siècle, les nonces qui participaient au Sejm (la chambre basse) étaient désignées par des diétines d’instruction qui étaient convoqués dans chaque palatinat. Les nonces recevaient de la diétine un cahier obligataire qui encadrait leur mission.
Les députés des États généraux de la France recevaient un mandat impératif de leurs commettants.

### Gouvernements fédéraux
En Allemagne, les ministres délégués qui forment le Bundesrat s'expriment en fonction de la ligne de conduite reçue du gouvernement des Länder, même s'ils ne sont pas soumis à un mandat impératif au sens strict.
L'Élection présidentielle américaine se fait de façon indirecte, les citoyens des États votant pour des grands électeurs. On nomme faithless electors des grands électeurs qui voteraient pour un autre candidat que celui pour lequel ils ont été élus. Une décision de la Cour suprême des États-Unis valide en 2020 à l'unanimité les lois obligeant un grand électeur à voter pour le candidat pour lequel il a été investi par son État.

### Interdictions constitutionnelles
L'article 27 de la Constitution française du 4 octobre 1958 dispose : « Tout mandat impératif est nul. Le droit de vote des membres du Parlement est personnel. » Par conséquent, seul le mandat représentatif est légal en France. Cependant, lors des élections législatives de 2007, François Bayrou soutient que les candidats sollicitant l'investiture de l'UMP ou du Nouveau Centre ont dû signer un document par lequel ils s'engagent à ne pas voter de motion de censure durant la législature et à voter toutes les lois de finances et de financement de la sécurité sociale.
Le mandat impératif est également interdit en Belgique, en Allemagne, en Italie, au Mali, au Niger,, en Suisse et en Espagne.
La cour constitutionnelle de la république démocratique du Congo a annulé en janvier 2021 le principe de mandat impératif qui interdisait à un député de quitter son parti politique, sous peine de perdre son siège de député. Elle rappelle que le mandat est « libre et non révocable ».

### Révocation d'élus
Le système électoral soviétique, et ceux des pays du bloc de l'est qui adoptèrent plus tard des constitutions semblables, prévoyaient des possibilités de révocation qui ont été mises en place par Lénine le 19 novembre 1917. Elles n'ont jamais été utilisées en pratique, sauf en Hongrie en 1989.
Certains États américains possèdent une procédure de recall, permettant à des pétitionnaires d'exiger l'organisation d'un référendum pour destituer un élu local ou national. Le gouverneur de la Californie Gray Davis en a été victime en 2003. Le système fédéral américain a une modalité d'Impeachment, mais qui est déclenchée par le parlement et non par le corps électoral (ni les citoyens ni les grands electeurs).
Au Canada, la Colombie Britannique possède également une procédure similaire.
En Ukraine, l'introduction de possibilités de révocation d'élus (par les électeurs ou leur parti) a été considérée par le conseil de l'Europe comme étant « incompatible avec la doctrine traditionnelle et généralement acceptée de la démocratie représentative » et « contraire aux normes européennes ».

### Récusation
En France, la Constitution du 6 messidor an I, jamais appliquée, prévoyait des mécanismes permettant aux électeurs de récuser des lois votées dont ils contestaient la légitimité.